# Roy Thomas
Roy William Thomas Jr. (Jackson, 22 novembre 1940) è un fumettista statunitense.

## Biografia
È uno scrittore di fumetti e curatore editoriale, incarico che ha rivestito ai massimi livelli diventando il successore di Stan Lee come Editor-in-Chief alla Marvel Comics. È noto principalmente per aver introdotto il personaggio delle riviste pulp Conan il Barbaro nei fumetti statunitensi, con una serie che si basava sull'opera di Robert E. Howard e contribuì al lancio del genere sword and sorcery nei fumetti. Thomas ha scritto anche The Amazing Spider-Man, dei lunghi cicli degli X-Men e dei Vendicatori per la Marvel, e storie della Justice Society of America e dello All-Star Squadron per la DC Comics.
Il suo ultimo lavoro per la Marvel Comics è Mystic Arcana, una miniserie di quattro numeri dedicata al Cavaliere Nero. Tra i personaggi da lui creati va annoverato tra gli altri Stella del Mattino. Considerato l'esperto per antonomasia delle continuity DC storiche, in particolare di quella di Terra-Due e degli eroi Golden Age, contribuì alla realizzazione dell'evento DC Comics Crisi sulle Terre infinite, responsabile del più celebre riavvio e della riorganizzazione della precedente e confusa continuità dell'universo DC.